# Eunice (Nou Mèxic)
Eunice és una població dels Estats Units a l'estat de Nou Mèxic. Segons el cens del 2000 tenia 2.562 habitants.

## Demografia
Segons el cens del 2000, Eunice tenia 2.562 habitants, 942 habitatges, i 709 famílies. La densitat de població era de 338,8 habitants per km².
Dels 942 habitatges en un 38,3% hi vivien nens de menys de 18 anys, en un 60% hi vivien parelles casades, en un 9% dones solteres, i en un 24,7% no eren unitats familiars. En el 22,9% dels habitatges hi vivien persones soles l'11,4% de les quals corresponia a persones de 65 anys o més que vivien soles. El nombre mitjà de persones vivint en cada habitatge era de 2,72 i el nombre mitjà de persones que vivien en cada família era de 3,2.
Per edats la població es repartia de la següent manera: un 29,5% tenia menys de 18 anys, un 11,1% entre 18 i 24, un 27,2% entre 25 i 44, un 19,4% de 45 a 60 i un 12,8% 65 anys o més.
L'edat mediana era de 34 anys. Per cada 100 dones de 18 o més anys hi havia 101 homes.
La renda mediana per habitatge era de 31.722 $ i la renda mediana per família de 38.808 $. Els homes tenien una renda mediana de 30.216 $ mentre que les dones 21.400 $. La renda per capita de la població era de 14.373 $. Aproximadament el 14,2% de les famílies i el 15,6% de la població estaven per davall del llindar de pobresa.

## Poblacions més properes
El següent diagrama mostra les poblacions més properes.